# شیطان سفید (نمایشنامه)
شیطان سفید یا اهریمن سپید (با عنوان کامل: شیطان سفید یا تراژدی پائولو جیوردانو اورسینی، دوک براچیانو. همراه با داستان زندگی و مرگ ویتوریا کورومبونا، روسپی مشهور ونیزی) یک تراژدی جاکوبی است که به قلم جان وبستر نویسندهٔ انگلیسی به تحریر درآمده است. این نمایشنامه نخستین نمایش مستقل وبستر است که بدون همکاری با نویسندهٔ دیگر نوشته شده‌است. دیگر نمایشنامهٔ مستقل او دوشس ملفی نام دارد.

## پیشینه
داستان نمایش نگاهی دارد به قتل ویتوریا آکورامبونی که در ۲۲ دسامبر ۱۵۸۵ به انجام رسید. نسخهٔ وبستر تفاوت‌هایی با اصل داستان دارد.
وبستر با انتخاب این داستان درواقع فساد دربار انگلستان پادشاه جیمز ششم و اول یا حتی ملکه الیزابت اول را در قالب دربار ایتالیا به تصویر می‌کشد. نمایشنامه تفاوت‌های میان واقعیت و آنچه مردم می‌نمایند را با واژگانی مانند سفید، پاک و غیره بیان می‌کنند.

## شخصیت‌ها
مونتیچلسو، کاردینال
براچیانو، یا پائولو جیوردانو اورسینی، دوکِ براچیانو، شوهر ایزابلا
ایزابلا، خواهر فرانچیسکو دِ مدیچی، همسر دوکِ براچیانو
جیوانی، پسرشان
فرانچیسکو دِ مدیچی، دوک فلورانس، برادر ایزابلا
ویتوریا کورومبونا
کرنلیا، مادر ویتوریا
زانچه، یک عرب آفریقایی، ندیمهٔ ویتوریا
کامیلو، شوهر ویتوریا
فلامینئو، برادر ویتوریا، منشی براچیانو
مارسلو، برادر ویتوریا، ملازم فرانچیسکو دِ مدیچی
کُنت لودُویکو
طبیب خولیو
رئیسهٔ دارالتأدیب فاحشه‌ها
جادوگر
ژاک، یک آفریقایی، قاصد جیوانی
سفرا، درباریها، وکلا، پزشکان، افسران، زره داران و ملازمان

## خلاصه
ویتوریا کورومبونا که زنی متأهل است به تشویق برادرش که منشی دوکِ براچیانو (پائولو جیوردانو اورسینی) است، با او دیدار می‌کند. دوک (که او نیز زن و فرزند دارد) عاشق ویتوریا می‌شود و رابطهٔ عاشقانهٔ این دو آغاز می‌گردد. به اشارهٔ ویتوریا دوک مردانی را مزدور خود می‌کند که زنش (ایزابلا) و شوهر ویتوریا (کامیلو) را به قتل برسانند تا این دو بتوانند بدون مزاحمت با هم باشند. برادر ایزابلا پس از پی بردن به این موضوع که خواهرش به‌دست دوک براچیانو به قتل رسیده، گروهی از جنایتکاران را اجیر می‌کند (خود نیز در نقشه شرکت می‌کند) تا براچیانو، ویتوریا و برادر او را به قتل برسانند.

## اجرا
نمایش بارها و بارها روی صحنه رفته اما هیچ‌کدام از این اجراها هرگز ضبط نشده‌اند بنابراین از این نمایش فیلمی باقی نیست.